# Tomioka (Gunma)
Pour les articles homonymes, voir Tomioka (homonymie).
Tomioka (富岡市, Tomioka-shi) est une municipalité ayant le statut de ville dans la préfecture de Gunma, au Japon.

## Géographie

### Situation
Tomioka est située dans le sud-ouest de la préfecture de Gunma, au pied du mont Myōgi.

### Démographie
En février 2020, la population de Tomioka s'élevait à 48 226 habitants répartis sur une superficie de 122,85 km2.

## Histoire
Le bourg moderne de Tomioka a été fondé le 1er avril 1889. Il devient une ville le 1er décembre 1958.

## Patrimoine culturel

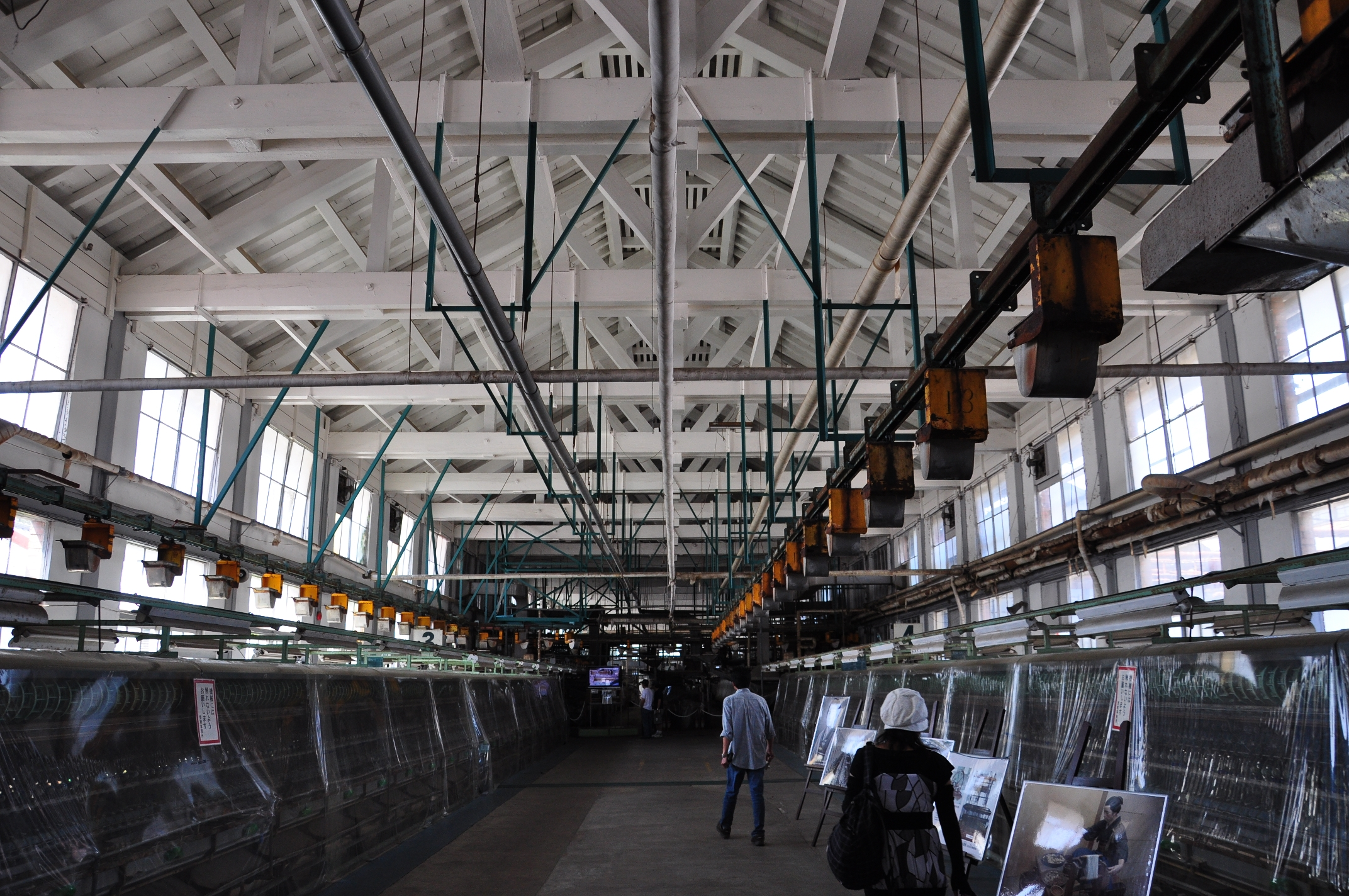
Filature de soie de Tomioka.

La filature de soie de Tomioka est inscrite sur la liste du patrimoine mondial de l'Unesco depuis 2014.
Le Musée départemental d'histoire naturelle de Gunma se trouve à Tomioka.
On y trouve le Sanctuaire Myōgi.

## Transports
Tomioka est desservie par la ligne Jōshin de la compagnie Jōshin Electric Railway.

## Jumelages
- Albany (Australie)
- Bourg-de-Péage (France) (pacte d'amitié)[3]

## Personnalités liées à la ville
- Tsuruko Haraguchi (1886-1915), psychologue
- Eijirō Tōno (1907-1994), acteur